# Hélder Maurílio da Silva Ferreira
Hélder Maurílio da Silva Ferreira – noto solo come Hélder – (Ribeirão Preto, 13 aprile 1988) è un calciatore brasiliano, difensore del Grêmio Prudente.

## Carriera
Ha giocato nella massima serie di Brasile, Francia e Romania.